# Municipio de Denmark (Dakota del Norte)
El municipio de Denmark (en inglés: Denmark Township) es un municipio ubicado en el condado de Ward en el estado estadounidense de Dakota del Norte. En el año 2010 tenía una población de 91 habitantes y una densidad poblacional de 0,98 personas por km².

## Geografía
El municipio de Denmark se encuentra ubicado en las coordenadas 48°45′48″N 102°5′11″O / 48.76333, -102.08639. Según la Oficina del Censo de los Estados Unidos, el municipio tiene una superficie total de 93 km², de la cual 87,37 km² corresponden a tierra firme y (6,05 %) 5,63 km² es agua.

## Demografía
Según el censo de 2010, había 91 personas residiendo en el municipio de Denmark. La densidad de población era de 0,98 hab./km². De los 91 habitantes, el municipio de Denmark estaba compuesto por el 98,9 % blancos, el 1,1 % eran amerindios. Del total de la población el 2,2 % eran hispanos o latinos de cualquier raza.